# Міжнародний конгрес математиків (2022)
Міжнародний конгрес математиків 2022 року — 29-й Міжнародний конгрес математиків, який проходив онлайн з 7 по 14 липня 2022 року.
Це був другий раз, коли з'їзд проходив на території Росії. Перший був у 1966 році, коли він проходив у Москві.
Як новація, на цьому конгресі видатних діячів у галузі фізики та математики було нагороджено «Ладиженською медаллю» — премією імені російського математика Ольги Ладиженської.
Був оголошений бойкот, щоб не дати Росії прийняти Конгрес.

## Місце
Франція подала заявку на проведення конгресу в Парижі, а президент Франції Еммануель Макрон навіть зняв відео на підтримку.
Франція оголосила про свій намір виступити на Міжнародному конгресі математиків у 2014 році. Росія подала заявку восени 2014 року. У березні 2017 року підкомітет Виконавчого комітету Міжнародного математичного союзу відвідав обидва міста, зустрівся на початку квітня 2017 року та рекомендував обрати Санкт-Петербург для Конгресу 2022 року. Це рішення було прийнято комісією одноголосно, при цьому двоє утрималися через конфлікт інтересів (Шігефумі Морі та Венделін Вернер, які не брали участі в обговоренні). У Генеральній асамблеї Міжнародного математичного союзу кандидатура Санкт-Петербурга набрала 83 голоси проти 63 у Парижа. Цей вибір між двома конкуруючими націями став першим в історії Міжнародного конгресу математиків.

## Наукові аспекти
Однак конгрес планується провести в конференц-центрі «Експофорум» у Санкт-Петербурзі. Очікується, що двадцять запрошених людей прочитають пленарні лекції, серед інших:
- Аліса Гюйонне, директор з досліджень у École Normale Supérieure de Lyon[4]
- Laure Saint-Raymond, професор того ж ENS de Lyon[4]
- Світлана Житомирська, американський математик, яка викладає в Каліфорнійському університеті в Ірвайні[5]
- Ніна Гупта, професор Індійського статистичного інституту в Калькутті[6]
- Майкл Джеффрі Ларсен, професор Університету Індіани в Блумінгтоні[7]
- Камілло де Лелліс, італійський математик, який викладає в Цюрихському університеті[8]
- Младен Бествіна, хорватський математик і професор Університету штату Юта[9]
- Клара Гріма, іспанський математик і публіцист, або британський історик математики Джун Барроу-Грін[10].

## Нагороди
Уперше в історії нагороди IMU були вручені перед Конгресом. Церемонію відкрив Президент Фінляндської Республіки Саулі Нііністе.
Медалями Філдса були нагороджені Г'юго Думініль-Копен, Джун Ху, Джеймс Мейнард і Марина В'язовська. Президент Франції Еммануель Макрон привітав Гюго «з отриманням найпрестижнішої премії з математики» та визнав, що «його робота з ймовірнісної та статистичної фізики, ця відзнака демонструє життєздатність і досконалість нашої французької школи математики». Марина стала другою жінкою, яка виграла медаль Філдса.
Марк Браверман отримав премію Abacus за внесок у теорію інформації. До 2018 року вона називалася премією Неванлінни.
Баррі Мазур отримав медаль Черна за життєві досягнення в математиці та топології.
Елліотт Ліб отримав премію Гаусса за внесок у застосування математики у фізиці. У Елліотта виникли проблеми з його промовою під час церемонії, оскільки затримка між відправником і одержувачем була настільки великою, що він вважав за краще здатися і дати коротке повідомлення. .
Світлана Житомирська виграла першу медаль Ладиженської.
Микола Андрєєв отримав премію Лілаваті за популяризацію математики.
Під час Конгресу згадали українського математика Юлію Здановську.